# Политеизм
Политеи́зм (от греч. πολύς — «многочисленный, много» и θεός — «Бог, божество»), также многобо́жие — система верований, религиозное мировоззрение, основанное на вере в нескольких божеств, обычно собранных в пантеон из богов и богинь. Политеизм является религиозной системой и типом теизма, в рамках которого политеизм противостоит монотеизму (вере в единого Бога) и атеизму, отрицающему существование единого Бога и любых других богов.
Существует также компромиссная точка зрения, определённая П. Тиллихом как мистический монотеизм, согласно которой, вера в нескольких божеств сводится к вере в различные атрибуты единого Бога.

## Происхождение термина
Термин происходит от греч. πολύς («много») и греч. θεός («бог»), и впервые был использован еврейским писателем Филоном Александрийским в религиозной полемике с греками. По мере распространения христианства в Средиземноморье и Европе термин вышел из употребления из-за широко используемого термина «язычество». Возрождение и последующее использование термина стало возможным благодаря труду французского политика и философа Жана Бодена «Гептапломерес» или «Разговор семи участников».

## Политеизм в Библии
В Библии политеизм называется язычеством, понимаемым как измена единому Богу, в которое периодически впадал еврейский народ. Во времена царя Соломона и позднейших царей в (тогда ещё) едином Израильском царстве легально существовали священные горы и священные рощи, в которых совершалось поклонение языческим богам: Ваалу, Дагону, Молоху, Астарте, Хамосу и другим божествам, культы которых были распространёнными в Средиземноморье и Передней Азии. Согласно Ветхому Завету, именно за отступление от монотеистического служения Единому Богу Израилеву Бог наказал евреев путём завоевания языческими же народами. Ассирией было порабощено Северное Израильское царство, а потом Вавилон покорил Иудейское царство, уведя евреев в плен.

## Политеизм в Коране
Политеизм в Коране представлен термином ширк (от араб. شرك «шарик» — товарищ), буквально: «придание Богу сотоварищей (равных)», или поклонение чему-либо помимо Бога. Часто переводится как многобожие или язычество.

## Теории происхождения политеизма
На протяжении долгого времени и по настоящий момент, происхождение политеизма и его связь с монотеизмом является предметом дискуссий среди антропологов, религиоведов, теологов и историков религии. В основе дискуссии лежит признание или отрицание первичности политеизма по отношению к монотеизму.
Так в христианской традиции политеизм считается вторичным по отношению к естественному монотеизму. В этом контексте политеизм рассматривается как деградация и забвение единого Бога, как одно из проявлений грехопадения и общего духовно-нравственного упадка человечества.
Новые подходы к изучению политеизма возникли в эпоху Возрождения, но вплоть до XVIII века европейские мыслители фокусировались на изучении главным образом античной мифологии. Однако уже в Новое время в связи с секуляризацией исследований религии появляются теории, считающие политеизм первичным состоянием человечества. Одним из первых, кто высказал подобную идею, был шотландский философ, экономист и историк Дэвид Юм (1711—1776), назвавший политеизм «первобытной религией невежественного человечества», сформированной «заботами о житейских делах, надеждами и страхами». Соответственно, только дальнейшее развитие человеческого разума и созерцание творений природы привело человечество к монотеизму. Данный взгляд нашёл своё отражение и в литературе того времени. Шотландский поэт Джеймс Макферсон (1736—1796), немецкий писатель и философ Иоганн Гердер (1744—1803) и другие трактовали мифологию как выражение общенародной мудрости, зашифрованной в поэтических образах.
Однако последующее знакомство с историей, культурой и мифологией других стран, таких как Египет, Россия, Америка, Индия, Китай, дало возможность перейти к сравнительно-религиозному методу изучения политеизма и отойти от понимания мифа как «первобытного невежества». Так, значительный вклад в развитие идеи о первичности политеизма внёс основоположник анимистической теории происхождения религии, выдающийся британский этнограф, культуролог, исследователь религиозных обрядов и церемоний, Эдуард Тайлор (1832—1917). В своей книге «Первобытная культура», вышедшей одновременно с книгой Дарвина «Происхождение человека», он предположил, что первобытный человек, размышляя над своими сновидениями, пришёл к выводу о наличии в нём некоей духовной субстанции. Присутствие такой духовной субстанции человек предположил далее и в окружающих его материальных предметах и живой природе. Так, по мнению Эдуарда Тайлора, возникла вера в различных духов, а уже на основании этой «начальной религии», развились все остальные типы религии, а позднее всех и вера в единого Бога.
Этого же взгляда придерживался и другой крупный британский религиовед, антрополог, этнолог, культуролог и историк религии, Джеймс Фрэзер (1854—1941), автор многотомного труда по мифологии и истории религии «Золотая ветвь». Он добавил к понятию Тайлора о «начальной религии», помимо веры в духов, второй элемент: магию и культ.
Немецкий философ-идеалист Фридрих Шеллинг (1775—1854) в своих трудах различает в религии подготовительную стадию — мифологию многобожия, и религию откровения, то есть христианство. Мифология есть природная религия, в которой религиозная истина раскрывается в естественном процессе развития, подобно тому как в естественном развитии природы постепенно обнаруживается её идейный смысл. В мифологии Шеллинг видел поэтапное преодоление периферийной множественности многобожия централизованным единством монотеизма.
С началом XX века многочисленные непосредственные исследования психологии современных архаичных народов показали, что теория анимизма необоснованно переносила европейские особенности мышления на мысль «первобытного человека». Выдающийся французский антрополог и философ Люсьен Леви-Брюль (1857—1939) говорит, что факты из жизни первобытных народов показали, что эта теория ни на чём не основана. Леви-Брюль говорит о первобытном мышлении как «до-логическом», принципиально отличном от мышления современного человека.
Большой вклад в развитие теории о первичности монотеизма внёс выдающийся австрийский этнограф, социолог, лингвист Вильгельм Шмидт (1880—1954). С 1912 по 1955 год, он опубликовал свой капитальный двенадцатитомный труд — «Происхождение идеи Бога», в котором систематизировал результаты этнографических исследований руководимого им центра и стремился обосновать концепцию первобытного монотеизма (прамонотеизма) — изначально существовавшей у всех народов веры в единого верховного Бога-Творца, но впоследствии утраченной и выродившейся в другие, политеистические формы религии.
Политеизм изучается своей мифологической составляющей. Миф при этом понимается как особый способ рационализации мира. Структурная антропология в лице французского учёного Клода Леви-Стросс (1908—2009) видит в мифологии поле бессознательных логических операций, призванных разрешить противоречия человеческого сознания. Карл Юнг (1875—1961) находит в мифологии источник архетипов коллективного бессознательного.
Почти во всех теориях мифа есть указание на первостепенную роль бессознательного в первобытной ментальности. Особый интерес к политеизму в его мифологической составляющей доказывает значимость религиозных истоков любой рационализации.

## Сущность политеизма
В парадигме политеизма мир представляется в виде иерархии различных божеств, обладающих большей или меньшей властью, имеющих свой облик, как правило антропоморфный, и свою определённую сферу управления в природе и обществе. Пантеон богов представляет собой сложную систему взаимоотношений, где божества имеют собственные пристрастия, характер, вступают в отношения друг с другом и имеют специфическую сферу влияния. Сфера деятельности каждого божества отделена от сферы деятельности других. Например, в Древней Греции Посейдон — бог водной стихии, Гея — богиня земли; в социальной сфере — Гермес — бог торговли, славянский Велес — бог скотоводства и т. д. Во главе пантеона обычно стоит верховный бог, но не единственный (монолатрия), в отличие от монотеизма. Как правило, этим богом является бог солнца (в древнеегипетской, славянской и шумерской мифологии), хотя встречаются и исключения — в римско-греческой мифологии верховным богом был, соответственно, Зевс или Юпитер, который являлся богом грома, грозы, молнии и погоды вообще. В рамках политеизма поклонение племенным богам не исключает признания богов других народов.
Теоретическим обоснованием политеизма является мифология. Поэтому исследования политеизма тесно связаны с изучением мифов, которые представляют собой свод сказаний о богах и героях. Различают теогонические мифы — мифы о происхождении богов и космогонические — мифы о происхождении мира. В первобытных и традиционных обществах миф, повествующий о происхождении вселенной и человека, о возникновении социальных институтов, о культурных приобретениях, о жизни и смерти, выполняет функции религии, идеологии, философии, истории и науки. Первобытный миф — это простая, образная и часто поэтическая схема мира, объясняющая и предписывающая определённый способ существования в нём.
Религиозная практика политеизма (его ритуалы) направлена на установление контакта с божеством и получение от него какой-либо помощи в обмен на приношения (жертвоприношение) со стороны человека. Знание законов взаимодействия с богами и умение применять их на практике даёт власть над окружающей реальностью. Утверждение власти над реальностью с помощью ритуала — это магизм. Политеизм магичен по своей сути, поскольку мир богов не является трансцендентным, он растворён в природе; поэтому любая хозяйственная, военная или политическая деятельность человека входит в соприкосновение с тем или иным богом и правильный ритуал обеспечивает успешность такой деятельности.
Поскольку ритуал есть повторение сакрального акта сотворения мира, как и каждое действие — повторение перводействия бога-демиурга, миф утверждает данную реальность как абсолютно значимую.

## Виды политеизма
Выделяют различные виды политеизма:
1. анимизм — культ одушевления предметов, источником которых служит вмешательство духов и демонов;
2. фетишизм — культ материальных предметов, наделяемых сверхъестественными свойствами;
3. тотемизм — вера в родственную связь между племенем с одной стороны и определённым животным, растением или явлением природы — с другой;
4. зоолатрия — культ поклонения животным;
5. сабеизм — культ обожествления звёзд, планет и других небесных тел, тесно связанный с магией и астрологией.
6. Культ хтонических божеств (хтонических существ) — почитание божеств земли и природы.
7. культ предков — культ характерен для архаичных форм политеизма, где предки магически участвуют в жизни потомков. Эти формы первобытных религиозных представлений существовали в тесном переплетении друг с другом.

## Исторические формы политеизма
- Древнеегипетская религия
- Древнегреческая религия
- Древнеримская религия
- Германо-скандинавская мифология
- Западносемитская мифология
- Кельтская мифология
- Китайская мифология
- Славянская мифология
- Тюркская мифология
- Шумеро-аккадская мифология
- Мифология ацтеков
- Мифология майя
- Мифология инков
- Финно-угорская мифология
- Японская мифология

## Политеизм в современном мире
В современном мире политеизм представлен нижеследующими религиями.

### Буддизм
Буддийское учение о «Дэвах», название которых для простоты восприятия часто в европейские языки переводят как «божества», хотя Дэвы значительно отличаются от богов других политеистических религиозных систем. Дэвы обитают в «мире богов», который на санскрите называется «дэвалока». Понятие дэва не связывается с какими-то естественными существами, но с точки зрения людей их сравнивают по силе и счастью с людьми. Количество Дэв не определено, это большое множество различных существ, которые делятся на много различных миров и классов, присутствует их сложная иерархия. Дэвы нижнего ранга ближе по своей природе к людям.
Единственной целью последователя учения Будды состоит в полном избавлении от страданий сансары и достижении состояния, называемого нирваной.
В буддизме отрицается учение о личностном Боге и природе божества, как оно присутствует в авраамических религиях. По этой причине буддизм относится к нетеизму и часто трактуется как спиритуалистическая философия, а не религия по своей сути.

### Джайнизм
Бог в джайнизме
В центре учения джайнизма, как и других индийских религий, стоит проблема освобождения от сансары.
В джайнизме большое количество божеств, но основными божествами являются «Джины», «Ариханты» и «Тиртханкары», которые преодолели внутренние страсти и приобрели просветлённое сознание. Поэтому высшей целью для джайнов является стать джинами (победителями), подобно Джине. Боги не вечны, и рано или поздно, растратив хорошую карму, они снова вынуждены будут родиться каким-нибудь другим существом. Помочь людям освободиться от сансары боги не могут, и просить их о каких-нибудь земных благах тоже бессмысленно, потому что никто не властен над кармой.
Джайнизм учит также о существовании якши и якшини, которые относятся к категории так называемых блуждающих божеств или «вьянтара», обладающих рядом сверхъестественных возможностей, включая способность изменять размер и форму. По джайнской мифологии, царь богов Индра повелел якшам и якшиням следить за благополучием «Тиртханкаров»: по этой причине они и окружают каждого «джину» во время его земной жизни. Даже несмотря на то, что они наделены большой силой и могуществом, они также блуждают в цикле рождений и смертей сансары, как и все человеческие души.
Для джайнизма характерно отрицание существования высшего Божества, как безличного Брахмана, так и личностного Бога-Творца. По этой причине джайнизм, как и буддизм, относится к нетеизму.

### Индуизм
В индуизме насчитываются тысячи богов и богинь. В различных направлениях индуизма эти сущности рассматриваются либо как личностные (Бхагаван) проявления (Аватара) безличного верховного божества Брахмана из духовного мира, либо как могущественные духовные существа, называемые дэвами. Дэвы в индуизме — это небесные божества, которые управляют различными стихиями и силами природы, и являются слугами верховного бога. Большинство этих божеств играют незначительную роль в религиозной иерархии индуизма. Но некоторые дэвы занимают более важное положение — они управляют сложными космическими процессами и играют ключевую роль в процессе творения и поддержания жизни во Вселенной. Некоторые, такие как Ганеша, исполняют особо важные функции в сложной системе управлении Вселенной и являются популярными объектами поклонения среди индусов.
Индуистский пантеон включает в себя трёх главных божеств: Брахму — Создателя, Вишну — Хранителя и Шиву — Разрушителя, объединённых в единое целое — Тримурти, представляющее собой духовное начало верховного божества Брахмана. Таким образом, за всем политеистическим разнообразием просматривается монотеистическое учение о едином Боге.

### Даосизм
Даосский пантеон достаточно сложен и разнообразен. Это разнообразие является следствием большого количества различных, имеющих много отличий, даосских школ, но перечень основных персоналий и видов божеств у них в целом совпадает. Божества разделяются на «донебесных» и «посленебесных». Первые, старшие божества, олицетворяют собой силы природы, стихии космоса и т. д., ко вторым, младшим божествам, относятся те, кто в земной жизни были людьми, но после смерти обрели вечную жизнь.
О верховном Существе, всеобщем Законе и Абсолюте, основатель учения Лао-цзы писал: «Есть Бесконечное Существо, которое было прежде Неба и Земли. Как оно невозмутимо, как спокойно! Оно живёт в одиночестве и не меняется. Оно движет всем, но не волнуется. Мы можем считать его вселенской Матерью. Я не знаю его имени. Я называю его Дао». Дао господствует везде и во всем, всегда и безгранично. Его никто не создал, но все происходит от него. Смысл жизни — посредством внутреннего сосредоточения и аскетизма освободиться из-под власти мира, познать Дао и слиться с ним.
Основные «донебесные» божества, стоящие во главе пантеона, это так называемые Трое Чистых или «сань цин», олицетворяющие собой этапы самораскрытия Дао, а также сферы небесного мира.
По одной из версий, персонажи «сань цин» фигурируют как божества, которые сменяли друг друга в качестве правителей мира на протяжении нескольких последовательных циклов. Первым правителем в даосской триаде чистых является Юаньши тяньцзунь, который передал свою власть ученику Лин-бао тянь-цзуню, а этот в свою очередь, передал власть Тай-шан Лао-цзюню.
«Посленебесных» божеств многие тысячи. К наиболее почитаемым из числа тех, кто обрёл вечную жизнь, относятся так называемые «восемь бессмертных» — Люй Дунбинь, Ли Тегуай, Чжунли Цюань, Чжан Голао, Цао Гоцзю, Хань Сянцзы, Лань Цайхэ, Хэ Сяньгу.

### Синтоизм
Синтоизм — традиционная религия Японии, имеющая в своём пантеоне большое количество божеств, что отражено в поговорке «Япония — страна восьми миллионов божеств». Синтоизм учит о божествах, как неких духовных сущностях, называемых «Ками». «Ками» именуются божества неба и земли, описанные в древних преданиях, обитающие в посвящённых им святилищах. «Ками» не обладают всеведением или всемогуществом, но за каждым из них закреплена определённая сфера влияния. Даже верховным божествам приходится опираться на помощь подчинённых. Особенностью синтоистских богов, выделяющей их среди других политеистических религиозных систем является то, что особо подчёркивается связь между людьми и «Ками». Также «Ками» могут именоваться люди и животные, горы (например Фудзияма) и вообще любая природа, обладающая какими-то исключительными качествами и внушающая трепет. Под термин «Ками» подпадает в том числе и то, что в других религиях именуется духами. Так, после того как человек умирает, он также становится «Ками». Согласно синтоизму, люди были не сотворены богами, а рождены ими. Император Японии почитается как «Ками» уже при жизни.

## Неоязычество
Новые и реконструированные ранее существовавшие древние языческие учения и духовные практики, тип новых религиозных движений. Неоязычество необходимо отличать от непрерывавшихся языческих традиций, таких как «классический» шаманизм.

### Викка
Учение Викка не унифицировано, но базовым является почитание Рогатого бога и Триединой богини, которые воспринимаются в свете различных религиозно-философских концепций, как то: пантеизма (проявление двух равнозначных аспектов одного божества в природе), дуализма (двух полярных противоположностей) или политеизма (проявление в божествах различных политеистических религий). Однако, несмотря на отсутствие единого учения, Викка трактуется как дуалистическая религия, воспринимающая Бога и Богиню равнозначными, дополняющими друг друга противоположностями (близко к даосской идее о инь и ян), воплощающими в себе всю совокупность возможных проявлений природы. Бог иногда символически отождествляется с Солнцем, а Богиня с Луной. Подобный «дуотеизм» Бога и Богини часто расширяют до двойственной формы пантеизма посредством веры, по словам Дион Форчун, что «все боги — один бог, и все богини — одна богиня». Таким образом, все боги и богини всех религиозных культур — аспекты одного высшего бога и, соответственно, одной высшей богини.
Джеральд Гарднер утверждал, что существо, стоящее над главными богами, признано ведьмами первичным создателем, имя которого, однако, остаётся неизвестным. Патриция Краутер назвала это высшее божество Драйтэн (от Drighten с др.-англ. — «Бог», «Создатель»), Скотт Каннингем называл «Единственный» (англ. "the One"). Такой пантеистический взгляд на Бога имеет прямые аналогии с учением о Брахмане в индуизме.

### Реконструкционизм
Для реконструкционизма характерно стремление восстановить в современном мире существовавшие до распространения христианства исторические этнические религии, однако, в отличие от религиозно-синкретического движения, или той же Викки, не стремится смешивать мифологию различных языческих культов.